# Verbena de San Fernando
La verbena de San Fernando (denominada popularmente también como verbena de la Princesa) fue una festividad popular celebrada anualmente cada 30 de mayo en Madrid.

## Historia
Esta verbena sustituyó a la romería de la Cara de Dios (partía desde la también desaparecida ermita de la Cara de Dios) en el año 1918 y se localizaba en un gran local ubicado cerca de la plaza de Moncloa. Se celebró durante los años veinte y cincuenta del siglo XX, finalmente desapareció cuando se construyeron las viviendas-oficinas del Cuartel General del Ejército del Aire. Tras la guerra civil, en el periodo de la posguerra se había vuelto a realizar, pero la estrecha vinculación con el local y su derribo para edificar las viviendas del cuartel, provocaron su desaparición.
Se denominaba también «verbena de la Princesa» por encontrarse ubicada en los extremos de la calle de la Princesa (junto a la plaza de Moncloa). 